# Tboung Khmum
Tboung Khmum är en provins i Kambodja. Den ligger i den centrala delen av landet, 90 km nordost om huvudstaden Phnom Penh. Antalet invånare är 755 000. Arean är 4 928 kvadratkilometer. Tboung Khmum gränsar till Kampong Cham.
Terrängen i Tboung Khmum är huvudsakligen platt.
Tboung Khmum delas in i:
- Dambae
- Krouch Chhmar
- Memot
- Ou Reang Ov
- Ponhea Kraek
- Tbuong Kmoum
- Suong, Cambodia